# Famiglia Bender

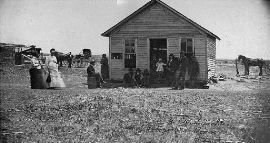
La Locanda dei Bender il giorno dopo il ritrovamento dei corpi

I componenti della famiglia Bender, tutti coloni, forse di origine tedesca, trapiantati in un territorio a sud-est nello stato del Kansas, sono dei serial killer responsabili di alcuni omicidi avvenuti nella Contea di Labette, in Kansas.

## Storia
John "Pa" Bender e suo figlio John Jr. avevano beneficiato delle leggi degli USA che davano la possibilità ai coloni di ottenere in proprietà una porzione del territorio lasciato libero, per la vendita effettuata dalla tribù indiana, ivi residente, degli Osage al governo americano che in cambio aveva loro concesso una riserva. In questa vasta estensione di terra erano sorte fattorie isolate tra le quali quelle dei Bender. Quando arrivarono dall'Europa Kate "Ma" Bender e la figlia Kate la famiglia allestì una piccola locanda come luogo di ristoro per i viaggiatori della Osage Road che andava dal Kansas verso lo Stato del Missouri.
I Bender erano conosciuti dai coloni delle fattorie circostanti perché praticavano lo spiritismo e in particolare la giovane Kate si era fatta la fama di guaritrice e profetessa. La locanda dei Bender era quindi molto frequentata non solo dai viaggiatori ma anche dai coloni. 
Tra il 1872 e il 1873 incominciarono a sparire persone che erano state segnalate nel territorio della famiglia Bender ma non vi furono particolari ripercussioni per l'aumento crescente del numero dei dispersi poiché la Osage Road era considerata una strada molto pericolosa. La zona era già ampiamente nota per la presenza di banditi e ladri di cavalli e per questo erano stati costituiti dei comitati di vigilanti che arrestarono persone sospette delle sparizioni ma poi rilasciate dalle autorità.
Nell'inverno del 1872, George Newton Longcor e sua figlia la piccola Mary Ann, lasciarono la cittadina di Independence nel  Kansas, per stabilirsi nello Stato dello Iowa dove non arrivarono mai. Nella primavera del 1873, quello che era stato il vicino di casa di Longcor, il dottor William Henry York decise di andare a ricercarli ma senza esito. Raggiunto Fort Scott il 9 marzo si accinse a tornare nella sua casa a Independence ma sparì durante il viaggio. 
Il dottor York aveva due fratelli, il senatore Alexander M. York e il colonnello di Fort Scott Ed York che con cinquanta uomini si mise alla ricerca del fratello scomparso interrogando tutti i viaggiatori e i coloni delle fattorie della zona. Quando il 28 marzo 1873, il colonnello York arrivò alla locanda Bender chiedendo notizie di suo fratello, i Bender ammisero che il dottor York si era fermato da loro ma supponevano che riprendendo il viaggio avesse avuto uno scontro con gli indiani. Poco convinto di questa versione il colonnello York il 3 aprile, dopo essere stato informato che una donna era fuggita dalla fattoria dei Bender poiché era stata minacciata con un coltello da 'Ma' Bender, tornò alla locanda portando con sé uomini armati. I Bender non cambiarono la loro versione e infuriati cacciarono gli uomini di York che convinti della loro colpevolezza avrebbero voluto impiccarli.
Quando un allevatore di bestiame pochi giorni dopo passò davanti alla locanda dei Bender si accorse che questa appariva disabitata ed allora il colonnello York con alcuni volontari vi si recò per ispezionarla e scoprì che in alcuni punti si sentiva chiaramente un cattivo odore che proveniva presumibilmente dal terreno intriso di sangue. Scavando nella terra vicino alla locanda fu trovato un primo corpo, che era quello di William York e altri cadaveri tra i quali quello del suo amico Loucher e della figlia di circa otto anni. Alla fattoria dei Bender furono trovati in totale dieci cadaveri, ma alla famiglia furono attribuiti 21 omicidi. I Bender uccidevano poiché consapevoli che i viandanti che sostavano nella locanda potevano portare denaro con loro per motivi di viaggio o trasferimento, oltre alle numerose miniere d’oro che attiravano cercatori da molti luoghi, i quali al ritorno spesso viaggiavano lungo la Osage Road in probabile possesso di pepite d’oro. Tutti gli individui seppelliti, tranne uno, mostravano di essere stati uccisi per lo sfondamento del cranio con un martello e con il taglio della gola .
Nonostante le taglie offerte per la cattura dal senatore Alexander York e dal governatore dello Stato del Texas la famiglia Bender non fu mai rintracciata.

## Nei media
La famiglia Bender con i suoi cruenti omicidi ha colpito la fantasia di alcuni autori di romanzi come Ken Hodgson autore della storia western The Hell Benders (1999). Nell'opera Massacre Trail di Lyle Brandt (2009) i Bender vengono indicati come responsabili del massacro di diversi fattori e infine vengono uccisi dallo sceriffo Jack Slade. Nel racconto Cottonwood del 2004 scritto da Scott Phillips, Kate Bender ricopre un ruolo secondario mentre la seconda parte del libro tratta del processo dei due presunti membri della famiglia sopravvissuti protagonisti anche nel romanzo storico Candle of the Wicked del 1960 di Manly Wade Wellman e nella novella They Bite, del 1973, di Anthony Boucher. La storia della famiglia Bender è anche trattata in uno degli episodi della serie televisiva Storie del secolo. Un adattamento romanzesco dei Bender viene illustrato in una striscia a fumetti Treasure of victorian murderdi Rick Geary. I Bender sono evocati nel romanzo del 2001 di Neil Gaiman American Gods come facenti parte di un culto dedicato al dio slavo Tchernobog e anche nella serie televisiva The Librarians vengono descritti come proprietari di una casa magica che diviene malefica a causa loro. La prima stagione della serie televisiva Supernatural mette in scena una famiglia omicida chiamata Bender (episodio 15).
Nel videogioco di Rockstar Games, Red Dead Redemption II, è infine possibile ritrovare riferimenti indiretti alla famiglia Bender; gli incestuosi fratelli Aberdeen, proprietari di una fattoria, dopo aver attirato viandanti con falsa ospitalità, li avvelenano e uccidono per sottrarre loro denaro e preziosi.